# Dakar-rally 2007
De Dakar-rally 2007 werd gehouden van 6 januari tot 21 januari. De race startte in Lissabon en eindigde in Dakar.
Vlak voor de start waren er problemen met de route. Aanvankelijk stond Timboektoe op de route, maar omdat het te gevaarlijk zou zijn voor de coureurs werd de route gewijzigd.
Tijdens de 4e etappe van El Rachidia naar Ouazarate overleed de Zuid-Afrikaan Elmer Symons na een val.

## Parcours
De start dit jaar is in Lissabon. Na de modderige etappes in Portugal en Spanje gaat de route naar Marokko, Nador. De etappes in Marokko zitten vol met stenen. In de 5e etappe gaat de route ook nog door het Atlasgebergte. In etappe 6 (Tan Tan-Zouérat) steken we de grens met Mauritanië over. In deze etappe beginnen ook de zandduinen. Op 12 januari is de rustdag in Atar. Op 17 januari is er een verbindingetappe van Nema naar Ayoun. In de daaropvolgende etappe komen we het oerwoud in. De rally eindigt bij het Lac Rose in Dakar.

## Etappe 1:Lissabon-Portimão117 km6 januari

### Motoren
Bij de motoren won thuisrijder Ruben Faria. Een andere Portugees, Helder Rodrigues werd 2e. Derde werd de Spanjaard Isidre Esteve Pujol. Beste Nederlander was Frans Verhoeven. Hij eindigde als 11e. Beste Belg was Jozef Augustyns. Hij werd 54e.
| pos. |                         | land             | motor  | tijd     |
| ---- | ----------------------- | ---------------- | ------ | -------- |
| 1    | Ruben Faria             | Portugal         | Yamaha | 01:22.07 |
| 2    | Helder Rodrigues        | Portugal         | Yamaha | 0:00.16  |
| 3    | Isidre Esteve Pujol     | Spanje           | KTM    | 0:05.00  |
| 4    | David Casteu            | Frankrijk        | KTM    | 0:05.07  |
| 5    | Thierry Bethys          | Frankrijk        | Honda  | 0:05.10  |
| 6    | Jonah Street            | Verenigde Staten | PAI    | 0:05.19  |
| 7    | Chris Blais             | Verenigde Staten | KTM    | 0:05.33  |
| 8    | Pal-Anders Ullevalseter | Noorwegen        | KTM    | 0:06.16  |
| 9    | Fabien Planet           | Frankrijk        | KTM    | 0:06.31  |
| 10   | Cyril Despres           | Frankrijk        | KTM    | 0:07.26  |

### Auto's
Bij de auto's won ook een thuisrijder. Carlos Sousa. Giniel De Villiers werd tweede en derde werd oud-WRC coureur Carlos Sainz. Opvallend was de 17e plek van Luc Alphand Beste Nederlander werd Tonny Van Deijne op de 37e plaats. Beste belg was Stephane Henrard op de 25e plaats.
| pos. |                      | land             | auto       | tijd     |
| ---- | -------------------- | ---------------- | ---------- | -------- |
| 1    | Carlos Sousa         | Portugal         | Volkswagen | 01:20.38 |
| 2    | Giniel De Villiers   | Zuid-Afrika      | Volkswagen | 0:02.31  |
| 3    | Carlos Sainz         | Spanje           | Volkswagen | 0:02.38  |
| 4    | Ari Vatanen          | Finland          | Volkswagen | 0:02.38  |
| 5    | Mark Miller          | Verenigde Staten | Volkswagen | 0:03.56  |
| 6    | Guerlian Chicherit   | Frankrijk        | BMW        | 0:04.52  |
| 7    | Nani Roma            | Spanje           | Mitsubishi | 0:04.53  |
| 8    | Stephane Peterhansel | Frankrijk        | Mitsubishi | 0:05.17  |
| 9    | Nasser Al Attiyah    | Qatar            | BMW        | 0:06.00  |
| 10   | Hiroshi Masuoka      | Japan            | Mitsubishi | 0:07.16  |

### Trucks
Bij de truck won Gerard de Rooy. Tweede werd Hans Stacey en derde Kamazcoureur Vladimir Tchaguine. Beste Belg werd Cornelis Bezemer op de 21e plek. Hans Beckx en Jan de Rooy kwamen vast te zitten en verloren veel tijd.
| pos. |                    | land      | Truck         | tijd     |
| ---- | ------------------ | --------- | ------------- | -------- |
| 1    | Gerard de Rooy     | Nederland | Ginaf         | 01:40.00 |
| 2    | Hans Stacey        | Nederland | MAN           | 0:00.20  |
| 3    | Vladimir Tchaguine | Rusland   | Kamaz         | 0:00.46  |
| 4    | Philippe Jaquot    | Frankrijk | MAN           | 0:02.39  |
| 5    | Wuf Van Ginkel     | Nederland | Ginaf         | 0:05.31  |
| 6    | Pep Vila Roca      | Spanje    | Mercedes-Benz | 0:11.10  |
| 7    | Marcel Vliet       | Nederland | KTM           | 0:11.58  |
| 8    | Sergei Reshetnikov | Rusland   | Kamaz         | 0:13.27  |
| 9    | Martin Macik       | Tsjechië  | Liaz          | 0:14.23  |
| 10   | Jean de Azevedo    | Brazilië  | Tatra         | 0:15.33  |

## Etappe 2:Portimão-Málaga468 km7 januari

### Motoren
Bij de motoren won Helder Rodrigues. Hij pakte ook de leiding in het algemeen klassement. Tweede werd landgenoot Ruben Faria en derde Isidre Esteve Pujol. Beste Nederlander was Henk Knuiman op de 32e plaats. Beste Belg was Koenraad Verburgh. Hij eindigde als 125e. Opvallend waren de prestaties van de quads.
Joao Carlos Nazare Santos eindigde als 13e, Juan Manuel Gonzalez als 25e en Jose Maria Penaals 27e.
| pos. |                     | land      | motor  | tijd     |
| ---- | ------------------- | --------- | ------ | -------- |
| 1    | Helder Rodrigues    | Portugal  | Yamaha | 02:25.07 |
| 2    | Ruben Faria         | Portugal  | Yamaha | 0:01.03  |
| 3    | Isidre Esteve Pujol | Spanje    | KTM    | 0:01.45  |
| 4    | David Casteu        | Frankrijk | KTM    | 0:02.10  |
| 5    | Marc Coma           | Spanje    | KTM    | 0:02.26  |
| 6    | Fabien Planet       | Frankrijk | KTM    | 0:02.29  |
| 7    | Jean De Azevedo     | Brazilië  | KTM    | 0:03.14  |
| 8    | David Fretigne      | Frankrijk | Yamaha | 0:03.17  |
| 9    | Giovanni Sala       | Italië    | KTM    | 0:04.05  |
| 10   | Michel Marchini     | Frankrijk | Yamaha | 0:14.19  |

### Auto's
Bij de auto's won oud-WRC coureur Carlos Sainz. Nani Roma werd tweede en teamgenoot Luc Alphand werd derde. Beste Nederlander was Tonnie Van Deijne hij eindigde als 66e. Beste Belg was Freddy Loix hij eindigde als 25e.
Ari Vatanen verloor vandaag veel tijd omdat er water in zijn auto kwam.
| pos. |                      | land        | auto       | tijd    |
| ---- | -------------------- | ----------- | ---------- | ------- |
| 1    | Carlos Sainz         | Spanje      | Volkswagen | 0:59.26 |
| 2    | Nani Roma            | Spanje      | Mitsubishi | 0:00.29 |
| 3    | Luc Alphand          | Frankrijk   | Mitsubishi | 0:00.29 |
| 4    | Stephane Peterhansel | Frankrijk   | Mitsubishi | 0:00.31 |
| 5    | Hiroshi Masuoka      | Japan       | Mitsubishi | 0:01.24 |
| 6    | Giniel De Villiers   | Zuid-Afrika | Volkswagen | 0:01.34 |
| 7    | Guerlian Chicherit   | Frankrijk   | BMW        | 0:01.50 |
| 8    | Miguel Barbosa       | Portugal    | Proto      | 0:01.50 |
| 9    | Carlos Sousa         | Portugal    | Volkswagen | 0:01.53 |
| 10   | Christian Lavieille  | Frankrijk   | Nissan     | 0:03.06 |

### Trucks
Bij de trucks werd er niet gereden omdat de weg te smal was.

## 3e etappe:Nador-El Rachidia252 km8 januari

### Motoren
Bij de motoren won Marc Coma de etappe voor Chris Blais en Isidre Esteve Pujol. Beste Nederlander was Frans Verhoeven op de 9e plaats. Beste Belg was Eric Palante op de 88e plaats.
| pos. |                     | land             | motor | tijd     |
| ---- | ------------------- | ---------------- | ----- | -------- |
| 1    | Marc Coma           | Spanje           | KTM   | 02:25.07 |
| 2    | Chris Blais         | Verenigde Staten | KTM   | 0:00.56  |
| 3    | Isidre Esteve Pujol | Spanje           | KTM   | 0:02.57  |
| 4    | David Casteu        | Frankrijk        | KTM   | 0:03.28  |
| 5    | Jonah Street        | Verenigde Staten | PAI   | 0:08.05  |
| 6    | Alain Duclos        | Frankrijk        | KTM   | 0:08.05  |
| 7    | Jordi Viladoms      | Spanje           | KTM   | 0:03.14  |
| 8    | Andre de Azevedo    | Brazilië         | KTM   | 0:08.53  |
| 9    | Frans Verhoeven     | Nederland        | KTM   | 0:12.20  |
| 10   | Francisco Lopez     | Chili            | Honda | 0:14.54  |

## Top-3 per etappe

### Motoren
| Etappe | Uitslag                                            | Motor             | Tijd                    | Klassement                                       | Motor             | Tijd                     |
| ------ | -------------------------------------------------- | ----------------- | ----------------------- | ------------------------------------------------ | ----------------- | ------------------------ |
| 1      | Ruben Faria Helder Rodrigues Isidre Esteve Pujol   | Yamaha KTM        | 1:22:07 1:22:23 1:27:07 | Ruben Faria Helder Rodrigues Isidre Esteve Pujol | Yamaha KTM        | 1:22:07 +0:16 +5:00      |
| 2      | Helder Rodrigues Ruben Faria Isidre Esteve Pujol   | Yamaha KTM        | 1:02:44 1:03:47 1:04:29 | Helder Rodrigues Ruben Faria Isidre Esteve Pujol | Yamaha KTM        | 2:25:07 +0:47 +6:29      |
| 3      | Marc Coma Chris Blais Isidre Esteve Pujol          | KTM               | 3:07:39 3:08:35 3:10:36 | Isidre Esteve Pujol Marc Coma David Casteu       | KTM               | 5:42:12 +0:26 +1:03      |
| 4      | Marc Coma Isidre Esteve Pujol Cyril Despres        | KTM               | 4:24:54 4:40:10 4:46:50 | Marc Coma Isidre Esteve Pujol David Casteu       | KTM               | 10:10:32 +11:50 +24:20   |
| 5      | Isidre Esteve Pujol Marc Coma Cyril Despres        | KTM               | 3:56:22 3:58:16 4:01:24 | Marc Coma Isidre Esteve Pujol David Casteu       | KTM               | 14:08:48 +9:56 +37:41    |
| 6      | Jordi Viladoms Marc Coma Chris Blais               | KTM               | 3:45:45 3:46:42 3:46:45 | Marc Coma Isidre Esteve Pujol David Casteu       | KTM               | 17:55:30 +12:07 +44:39   |
| 7      | Cyril Despres Pal Anders Ullevalseter David Casteu | KTM               | 4:30:42 4:33:28 4:35:18 | Marc Coma Isidre Esteve Pujol David Casteu       | KTM               | 22:38:34 +10:47 +36:53   |
| 8      | Marc Coma Cyril Despres Pal Anders Ullevalseter    | KTM               | 7:46:13 7:56:15 8:10:13 | Marc Coma Cyril Despres David Casteu             | KTM               | 30:24:47 +54:58 +1:03:15 |
| 9      | Janis Vinters Cyril Despres Marc Coma              | KTM               | 6:08:51 6:16:22 6:16:44 | Marc Coma Cyril Despres David Casteu             | KTM               | 36:41:31 +54:36 +1:11:15 |
| 10     | Helder Rodrigues Marc Coma Cyril Despres           | Yamaha KTM        | 4:12:55 4:13:39 4:13:46 | Marc Coma Cyril Despres David Casteu             | KTM               | 40:55:10 +54:43 +1:15:12 |
| 11     | Verbindingsetappe                                  | Verbindingsetappe | Verbindingsetappe       | Verbindingsetappe                                | Verbindingsetappe | Verbindingsetappe        |
| 12     | Isidre Esteve Pujol Paulo Goncalves Jacek Czachor  | KTM Honda KTM     | 3:34:46 3:37:49 3:38:50 | Marc Coma Cyril Despres David Casteu             | KTM               | 44:47:16 +52:48 +1:10:13 |
| 13     | Cyril Despres Chris Blais Michel Marchini          | KTM Yamaha        | 3:00:56 3:07:03 3:11:21 | Cyril Despres David Casteu Chris Blais           | KTM               | 48:41:00 +32:56 +54:52   |
| 14     | Jean de Azevedo Jacek Czachor Janis Vinters        | KTM               | 2:37:46 2:39:51 2:42:51 | Cyril Despres David Casteu Chris Blais           | KTM               | 51:25:49 +36:09 +53:01   |
| 15     |                                                    |                   |                         |                                                  |                   |                          |

### Auto's
| Etappe | Uitslag                                               | Auto                             | Tijd                    | Klassement                                            | Auto                      | Tijd                     |
| ------ | ----------------------------------------------------- | -------------------------------- | ----------------------- | ----------------------------------------------------- | ------------------------- | ------------------------ |
| 1      | Carlos Sousa Giniel de Villiers Carlos Sainz          | Volkswagen                       | 1:20:38 1:23:09 1:23:16 | Carlos Sousa Giniel de Villiers Carlos Sainz          | Volkswagen                | 1:20:38 +2:31 +2:38      |
| 2      | Carlos Sainz Nani Roma Luc Alphand                    | Volkswagen Mitsubishi            | 0:59:26 0:59:55         | Carlos Sousa Carlos Sainz Giniel de Villiers          | Volkswagen                | 2:21:57 +0:45 +2:12      |
| 3      | Giniel de Villiers Carlos Sainz Stéphane Peterhansel  | Volkswagen Mitsubishi            | 2:46:12 2:46:37 2:49:30 | Carlos Sainz Giniel de Villiers Carlos Sousa          | Volkswagen                | 5:09:19 +1:02 +4:26      |
| 4      | Jean-Louis Schlesser Carlos Sousa Carlos Sainz        | Schlesser-Ford Volkswagen        | 3:59:54 4:07:46 4:07:52 | Carlos Sainz Giniel de Villiers Carlos Sousa          | Volkswagen                | 9:17:11 +1:55 +4:20      |
| 5      | Carlos Sainz Stéphane Peterhansel Giniel de Villiers  | Volkswagen Mitsubishi Volkswagen | 3:36:39 3:37:09 3:38:20 | Carlos Sainz Giniel de Villiers Carlos Sousa          | Volkswagen                | 12:53:50 +3:36 +11:17    |
| 6      | Robby Gordon Jean-Louis Schlesser Giniel de Villiers  | Hummer Schlesser-Ford Volkswagen | 2:58:57 2:59:14 3:05:49 | Carlos Sainz Giniel de Villiers Carlos Sousa          | Volkswagen                | 16:00:04 +3:11 +14:03    |
| 7      | Giniel de Villiers Stéphane Peterhansel Carlos Sainz  | Volkswagen Mitsubishi Volkswagen | 4:00:46 4:03:32 4:05:36 | Giniel de Villiers Carlos Sainz Stéphane Peterhansel  | Volkswagen Mitsubishi     | 20:04:01 +1:39 +24:38    |
| 8      | Giniel de Villiers Stéphane Peterhansel Luc Alphand   | Volkswagen Mitsubishi            | 7:31:52 7:38:27 7:41:03 | Giniel de Villiers Stéphane Peterhansel Luc Alphand   | Volkswagen Mitsubishi     | 27:35:53 +31:13 +43:04   |
| 9      | Jean-Louis Schlesser Luc Alphand Stéphane Peterhansel | Schlesser-Ford Mitsubishi        | 5:32:03 5:32:16 5:36:17 | Stéphane Peterhansel Luc Alphand Jean-Louis Schlesser | Mitsubishi Schlesser-Ford | 33:43:23 +7:50 +1:25:32  |
| 10     | Nasser Al-Attiyah Hiroshi Masuoka Mark Miller         | BMW Mitsubishi Volkswagen        | 3:49:48 3:50:16 3:51:37 | Stéphane Peterhansel Luc Alphand Jean-Louis Schlesser | Mitsubishi Schlesser-Ford | 37:35:19 +9:56 +1:30:50  |
| 11     | Verbindingsetappe                                     | Verbindingsetappe                | Verbindingsetappe       | Verbindingsetappe                                     | Verbindingsetappe         | Verbindingsetappe        |
| 12     | Carlos Sainz Carlos Sousa Luc Alphand                 | Volkswagen Mitsubishi            | 2:58:56 3:02:49 3:03:48 | Stéphane Peterhansel Luc Alphand Jean-Louis Schlesser | Mitsubishi Schlesser-Ford | 40:42:34 +6:29 +1:34:02  |
| 13     | Carlos Sainz Stéphane Peterhansel Mark Miller         | Volkswagen Mitsubishi Volkswagen | 2:30:22 2:30:48 2:32:40 | Stéphane Peterhansel Luc Alphand Jean-Louis Schlesser | Mitsubishi Schlesser-Ford | 43:13:22 +11:15 +1:38:47 |
| 14     | Carlos Sainz Giniel de Villiers Carlos Sousa          | Volkswagen                       | 2:21:02 2:21:09 2:21:47 | Stéphane Peterhansel Luc Alphand Jean-Louis Schlesser | Mitsubishi Schlesser-Ford | 45:42:45 +7:16 +1:36:24  |
| 15     |                                                       |                                  |                         |                                                       |                           |                          |

### Vrachtwagens
| Etappe | Uitslag                                        | Vrachtwagen       | Tijd                    | Klassement                                     | Vrachtwagen        | Tijd                       |
| ------ | ---------------------------------------------- | ----------------- | ----------------------- | ---------------------------------------------- | ------------------ | -------------------------- |
| 1      | Gerard de Rooy Hans Stacey Vladimir Chagin     | Ginaf MAN Kamaz   | 1:40:00 1:40:20 1:40:46 | Gerard de Rooy Hans Stacey Vladimir Chagin     | Ginaf MAN AG Kamaz | 1:40:00 +0:20 +0:46        |
| 2      | Verbindingsetappe                              | Verbindingsetappe | Verbindingsetappe       | Verbindingsetappe                              | Verbindingsetappe  | Verbindingsetappe          |
| 3      | Vladimir Chagin Gerard de Rooy Hans Stacey     | Kamaz Ginaf MAN   | 3:22:13 3:32:52 3:33:48 | Vladimir Chagin Gerard de Rooy Hans Stacey     | Kamaz Ginaf MAN    | 5:02:59 +9:53 +11:09       |
| 4      | Vladimir Chagin Hans Stacey Ilgizar Mardeev    | Kamaz MAN Kamaz   | 4:56:13 5:09:08 5:25:19 | Vladimir Chagin Hans Stacey Gerard de Rooy     | Kamaz MAN Ginaf    | 9:59:12 +24:04 +54:48      |
| 5      | Hans Stacey Gerard de Rooy Ilgizar Mardeev     | MAN Ginaf Kamaz   | 3:41:59 3:45:50 3:53:45 | Hans Stacey Gerard de Rooy Ilgizar Mardeev     | MAN Ginaf Kamaz    | 14:05:15 +34:35 +1:30:27   |
| 6      | Hans Stacey Gerard de Rooy Ilgizar Mardeev     | MAN Ginaf Kamaz   | 3:39:58 3:54:05 3:56:10 | Hans Stacey Gerard de Rooy Ilgizar Mardeev     | MAN Ginaf Kamaz    | 17:45:13 +48:42 +1:46:39   |
| 7      | Hans Stacey Philippe Jacquot Tomas Tomecek     | MAN Tatra         | 4:51:44 5:18:36 5:19:41 | Hans Stacey Ilgizar Mardeev Wulfert van Ginkel | MAN Kamaz Ginaf    | 22:36:57 +2:16:28 +3:13:14 |
| 8      | Hans Stacey Ilgizar Mardeev Arjan Brouwer      | MAN Kamaz Ginaf   | 8:58:49 9:38:57 9:41:37 | Hans Stacey Ilgizar Mardeev Wulfert van Ginkel | MAN Kamaz Ginaf    | 31:35:46 +2:56:36 +4:31:22 |
| 9      | Wulfert van Ginkel Hans Stacey Ales Loprais    | Ginaf MAN Tatra   | 6:47:47 7:00:15 7:01:07 | Hans Stacey Ilgizar Mardeev Wulfert van Ginkel | MAN Kamaz Ginaf    | 38:36:01 +3:07:11 +4:18:54 |
| 10     | Arjan Brouwer Andre de Azevedo Ilgizar Mardeev | Ginaf Tatra Kamaz | 4:36:22 4:43:55 4:45:43 | Hans Stacey Ilgizar Mardeev Wulfert van Ginkel | MAN Kamaz Ginaf    | 43:38:51 +2:50:04 +4:18:48 |
| 11     | Verbindingsetappe                              | Verbindingsetappe | Verbindingsetappe       | Verbindingsetappe                              | Verbindingsetappe  | Verbindingsetappe          |
| 12     | Hans Stacey Tomas Tomecek Wulfert van Ginkel   | MAN Tatra Ginaf   | 3:48:04 3:52:57 3:53:54 | Hans Stacey Ilgizar Mardeev Wulfert van Ginkel | MAN Kamaz Ginaf    | 47:26:55 +2:59:36 +4:24:38 |
| 13     | Ales Loprais Hans Stacey Ilgizar Mardeev       | Tatra MAN Kamaz   | 3:17:43 3:21:08 3:24:22 | Hans Stacey Ilgizar Mardeev Wulfert van Ginkel | MAN Kamaz Ginaf    | 50:48:03 +3:02:50 +4:28:25 |
| 14     |                                                |                   |                         |                                                |                    |                            |
| 15     |                                                |                   |                         |                                                |                    |                            |

## Voetnoten
1. ↑  Al-Attiyah penalised for 42 minutes, dakar.com